# DARK SOULS II
『DARK SOULS II』（ダークソウルII）は、2014年3月13日にフロム・ソフトウェアから発売されたPlayStation 3、Xbox 360、PC用アクションRPG。日本国外ではバンダイナムコエンターテインメントが販売とサポートを担当する。
また、追加要素が含まれた『DARK SOULS II: SCHOLAR OF THE FIRST SIN』が発表され、日本ではPlayStation 3、Xbox 360用が2015年2月5日に発売、PlayStation 4、Xbox One用が同年4月9日に発売された。

## 概要
2011年に発売された『DARK SOULS』（ダークソウル）の続編。前作に比べ攻略の自由度を高めるとともに、グラフィックエンジンと剣戟モーションの刷新が行われた。
前作のディレクター兼プロデューサー宮崎英高は、本作ではスーパーバイザーとなり、ディレクターは新たに渋谷知広、谷村唯が務める。
谷村はDARK SOULSのコアとなるポイントとして「困難を克服したときの『達成感』と『プレイヤー同士の緩い繋がり』」を挙げたうえで、本作を作るにあたりその2つを「絶対外せないもの」として残したと語っている。

## 特徴とゲームシステム
前身である『Demon's Souls』および、シリーズ前作の『Dark Souls』同様に、中世ヨーロッパ風ダークファンタジーの世界を舞台にした、いわゆる『死にゲー』である。
ディレクターが他の作品と異なるからか、本作独自の要素が多い。
戦闘はSOULSシリーズの中では随一の鈍重さで、敵も味方も動きが遅い。このため、指先の器用さや操作の素早さよりも、状況ごとの適切な判断を強く求める作りとなっており、落ち着いた行動と確かな決断が大事である。
武器の二刀流が可能となった。二刀流専用の攻撃モーションが用意され、様々な武器の組み合わせで行えるが、有効とは言い難い組み合わせも多かった。次作『DARK SOULS III』では双刀武器として、二刀流専用の限られた武器でのみ行えるようになっている。
レベルデザインは、他のSOULS作品と比べて大胆な仕掛けが施されている。例として、松明が無いとほとんど見えないほど暗い場所が多い、ファロスの石と呼ばれる入手困難な消耗品が無いと通れない扉が多く用意されている、特定のボスの部屋は事前のステージである行動を取らないと毒塗れになる、弓やクロスボウを使った遠距離戦を行わないと攻略困難、狭いステージでありながら自爆する敵が大量に配置されているなどがある。
本作から、篝火間の転送が制限なく行えるようになった。
エンディングを観た後、直ちに次の周回を始めなくても良くなった。この場合はクリアしなかったステージを攻略したり、回収し忘れたアイテムを拾い集めたり、中断していたNPCとのイベントを進めたりできる。次の周回に進めたくなった際は、拠点であるマデューラにある『果ての篝火』から進められる。この機能は『Bloodborne』には取り入れられなかったが、『DARK SOULS III』や『SEKIRO: SHADOWS DIE TWICE』には採用されている。

## プロット
本作は前作の舞台よりもかなり後の時代であることが示唆されるが、直接の繋がりはない。
長い時を経て、火継ぎの儀式は何度も繰り返され、「はじまりの火」は守られ、世界は続いてきた。直近ではヴァンクラッドという男が火継ぎを行って強大なソウルを手に入れ「ドラングレイグ」という国を興した。ヴァンクラッドの勢いは留まらず、各地を征服し、やがて北方にある巨人の国に侵攻したが、これを機に王国は衰退の一途を辿り、国中の者が不死人に変わり始め、やがて滅亡した。
ドラングレイグが滅んでからさらに長い年月を経た現在。プレイヤーは、不死の呪いを解く方法を探しているとある不死人となり、かつてドラングレイグがあった広大な島へとやってくる。そこで出会った3人の老婆や緑衣の巡礼服を纏った女性から呪いを解くには、ヴァンクラッド王に会うこと、そのためには4つの強いソウルを手に入れる必要があることを教えられる。プレイヤーは各地に眠る古の強き者4体を倒して強いソウルを手に入れ、ドラングレイグ城に辿り着くが、そこに王はおらず、代わりに王妃デュナシャンドラが待っていた。彼女は王は不死の呪いに勝とうしたが「玉座」に辿り着けなかったと語り、呪いを解くには王の殺害が必要であることを示唆する。
王城の先にある不死廟の最奥には既に亡者となり、自我を喪失したヴァンクラッド王がおり、プレイヤーは彼がしていた王の指輪を手に入れる。指輪によって各地の封印された場所へアクセスできるようになり、その中には最終的な目的地である王城地下の「玉座」もある。しかし、最終的なゲームクリアのためには、ここからさらに古の竜と出会って「灰の霧の核」を貰い、巨人の死体からそれらの記憶の世界に入って巨人の王を倒し、「巨人の共鳴」という特殊なアイテムを手に入れる必要がある。王城地下の「玉座」に向かうと、「巨人の共鳴」がある場合に、邪悪な正体を現したデュナシャンドラが登場する。ここまででデュナシャンドラは、自らが「玉座」を手に入れるために、ヴァンクラッドを唆し、国の破滅の原因となった巨人の国への侵攻させた張本人であることなどがわかっている。プレイヤーを倒して自らが「玉座」を手に入れようとするデュナシャンドラを返り討ちにするとゲームは完了し、プレイヤーはどうやって物語を終わらせるのかを選択できる。

## 評価
日本ゲーム大賞2014で優秀賞を受賞。